# Banisteriopsis pubescens
Banisteriopsis pubescens là một loài thực vật có hoa trong họ Malpighiaceae. Loài này được (Nied.) Cuatrec. mô tả khoa học đầu tiên năm 1958.